# Sousedé (seriál)
Sousedé jsou český dramatický televizní seriál, premiérově vysílaný v roce 2017 na stanicích TV Barrandov a Kino Barrandov. Celkově vzniklo čtrnáct dílů. Mělo se jednat o první dlouhodobý vztahový seriál TV Barrandov, plánováno bylo 80 epizod. Po dvou týdnech vysílání byla frekvence čtyř dílů týdně snížena na jeden díl týdně, následně byl seriál přesunut z hlavního kanálu na stanici Kino Barrandov. Zde vydržel přibližně měsíc a poté byl zcela zrušen.

## Příběh
Seriál se zabývá životem a běžnými radostmi i starostmi členů rodin šesti domácností, které se právě přistěhovaly do nově postavené ulice satelitního městečka. Mezi její obyvatele patří i televizní moderátor Honza Musil se svým partnerem.

## Obsazení
- Honza Musil jako Honza Musil
- Jakub Gareth Bialý
- Ilona Marušáková
- Pavel Betka
- Jakub Mahel
- Klára Košťálová
- Rudolf Slivka
- Marie Leherová
- Tereza Nekudová
- Dagmar Turičíková
- Pavel Landovský
- Martin Vimmer
- Klára Koupilová
- Marian Imrich
- Daniel Ondráček
- Milan Řehák
- Tereza Bílková
- Jaromír Holfeuer